# Mitsuo Matayoshi
Mitsuo Matayoshi (又吉 光雄 Matayoshi Mitsuo?), se llamó a sí mismo Jesús Matayoshi (又吉イエス Matayoshi Iesu?) o El Dios Único Mitsuo Matayoshi Jesucristo (唯一神又吉光雄・イエス・キリスト Yuiitsushin Matayoshi Mitsuo Iesu Kirisuto?) (Ginowan, Okinawa; 5 de febrero de 1944-20 de julio de 2018) fue un político y candidato perenne japonés. Fue líder del Partido de la Comunidad Económica Mundial (世界経済共同体党 Sekai Keizai Kyōdōtai Tō?).

## Vida
Nacido en Ginowan, tras graduarse de la Universidad de Chūō en Tokio en 1968, regresó a Okinawa y dirigió una academia juku, un tipo de academia privada a la que asisten los estudiantes después de sus clases ordinarias en centros oficiales. Matayoshi fue educado como predicador protestante y, a través de sus estudios religiosos, desarrolló un concepto particular del cristianismo con una fuerte influencia de la escatología. En 1997 fundó el Partido de la Comunidad Económica Mundial, un partido político basado en su propia convicción de que él es Cristo y Dios. Su concepto es tanto religioso como político, una mezcla de escatología cristiana, como La ciudad de Dios de Agustín de Hipona, y un conservadurismo político y moral moderno.

## Programa político
Según su programa, hará el Juicio Final como el Cristo, pero la forma de llevarlo a cabo está completamente dentro del sistema político vigente y de su legitimidad. Su primer paso como Salvador es ser elegido primer ministro de Japón. Después, reformará la sociedad japonesa y después las Naciones Unidas deberían ofrecerle el cargo de Secretario General. Entonces, Mitsuo Matayoshi reinará el mundo entero con dos autoridades legítimas: la religiosa y la política
El sistema económico mundial se reformará para fomentar la autosuficiencia económica de cada nación, basada principalmente en la agricultura. Desde su punto de vista, el sistema económico actual, fuertemente basado en el comercio internacional, acelera la desigualdad económica y política. Esta idea pudo haber nacido de la propia experiencia de Matayoshi como okinawense que había vivido durante años en la Okinawa ocupada por los Estados Unidos. Matayoshi no permitirá que ninguna nación emplace su ejército fuera de sus fronteras, por lo que Estados Unidos deberá retirar a los soldados que tenga desplegados en otros países. Tras el Juicio, expulsará al Fuego a aquellos que corrompen el mundo actual (véase Revelación).

## Elecciones
Matayoshi se presentó en numerosas elecciones, pero no consiguió ninguna victoria. Consiguió cierta notoriedad debido a sus excéntricas campañas en las que instaba a sus oponentes políticos a suicidarse por hara-kiri (evisceración ritual japonesa) y dice que los llevará a Gehena. Al igual que la mayoría de políticos japoneses, Matayoshi hizo campaña desde un monovolumen equipado con enormes altavoces, pero, a diferencia de otros, pronunció sus eslóganes de campaña con una voz inspirada en el estilo kabuki.

### Candidaturas fallidas
- Elección para la alcaldía de Ginowan (1997)
- Elección para la Cámara de Consejeros, por Okinawa (1998)
- Elección para el gobernador de la Prefectura de Okinawa (1998)
- Elección para la alcaldía de Ginowan (2001)
- Elección para la alcaldía de Nago (2002)
- Elección para el gobernador de la Prefectura de Okinawa (2002)
- Elección para la Cámara de Representantes, por el Primer Distrito de Tokio (2003)
- Elección para la Cámara de Consejeros, por Tokio (2004)
- Elección para la Cámara de Representantes, por el Primer Distrito de Tokio (2005)

## Fallecimiento
Murió el 20 de julio de 2018 a los 74 años tras padecer cáncer en el riñón izquierdo.